# Rausand
Rausand (eller Raudsand) är en tätort i Molde kommun i Møre og Romsdal fylke i västra Norge. Orten ligger vid fylkesväg 666 i den östra delen av kommunen.
Tidigare har orten tillhört dåvarande Nessets kommun.